# Порнографски филм
Порнографският филм (разговорно порно филм) съдържа открито представяне на сексуални сцени, които са негов основен сюжет. Като жанр той се заражда в самото начало на 20 век, скоро след появата на киното.

## История
Порнографските филми са почти толкова стари колкото самото кино. Според книгата Факти за киното на Патрик Робъртсън „най-ранният порнографски филм, за който имаме точни сведения за датата на производство, е A L'Ecu d'Or ou la bonne auberge, произведен във Франция през 1908 година“. Сюжетът представя изморен войник, който има авантюра с жена от обслужващия персонал в мотел. Робъртсън отбелязва, че аржентинският порнографски филм El Satario може и да е още по-стар, той датира някъде между 1907 и 1912 г.
Порнографските филми са били широко разпространени през 20-те години, по времето на нямото кино и често били прожектирани в публични домове.
Либерализацията на законите в САЩ през 70-те години позволява появата на порнографски киносалони.

## Порнографските филми и СПИН
След появата на СПИН през 80-те години порно индустрията в САЩ въвежда система за ежемесечно тестване за вируса HIV. Системата включва тестове веднъж месечно, като при установяване на серопозитивност на актьора, се забранява участие в порнографски сцени. Системата по принцип работела добре, докато през април 2004 актьорът Дарен Джеймс и актрисата Лара Рокс дават положителен резултат за HIV. В резултат на това, на около 60 актьори, имали контакт с въпросните серопозитивни, е наложена временна забрана за участие в порно продукции.
Впоследствие се оказва, че общият брой на заразените с HIV е четирима. По предположения, първоизточникът на заразата е бразилската порно актриса Бианка Биаджи, която не е знаела за състоянието си, тъй като в Бразилия порно актьорите не са задължени да правят тест за HIV. Джеймс е участвал с Бианка в продукцията Split That Booty #2. За тази продукция част от материала е бил подготвен в Бразилия, а последствие снимките са продължили в САЩ. Така Джеймс е предал заразата на колежките си в САЩ.